# The Martian Chronicles
The Martian Chronicles (no Brasil,  Crônicas Marcianas; em Portugal, O Mundo Marciano) é um livro de contos de ficção científica de 1950, de autoria do escritor estadunidense Ray Bradbury (222 páginas – Doubleday), cujo tema recorrente é a colonização de Marte por humanos com problemas e eventualmente vindos de uma Terra sob a iminência de ser devastada pela Guerra Atômica. Há também conflitos entre aborígenes marcianos com os novos colonizadores. O estilo do livro varia de contos a novela episódica, com histórias de Bradbury originariamente publicadas nos anos de 1940 em revistas de ficção científica. Bradbury mencionou Sherwood Anderson e As Vinhas da Ira de John Steinbeck' como influências na estrutura do livro. A obra é similar em sua estrutura a outro livro de contos de Bradbury, chamado The Illustrated Man, que também usa uma história para ligar várias outras entrelaçadas.
Como na “Série da Fundação” de Isaac Asimov, As crônicas marcianas seguem uma “história futura”. Assim, os contos quando reunidos seriam capítulos de uma narrativa maior. O livro é dividido em três partes, pontuadas por duas catástrofes: a extinção recente dos marcianos e os paralelos com a iminente extinção da raça humana. A primeira parte (período de janeiro a abril de 2000) detalha as tentativas dos terrestres de explorarem Marte. Na história-chave "—And the Moon be Still as Bright" (-E a Lua ainda brilha) é revelado que a Quarta Exploração descobriu o perecimento dos marcianos por uma praga causada por germes trazidos por uma das explorações anteriores. A segunda parte (dezembro de 2001—novembro de 2005) é quando os terrestres colonizam o desértico planeta e ocasionalmente fazem contato com poucos marcianos sobreviventes. Mas os colonizadores estão mais preocupados em transformarem o planeta em uma segunda Terra. Contudo, com a ameaça de guerra na Terra, a maioria volta ao lar. Com a guerra nuclear, o contato entre Marte e Terra é interrompido. Na terceira parte (dezembro de 2005—outubro de 2026) há os efeitos do pós-guerra e os poucos sobreviventes humanos se tornando os novos marcianos, fazendo uma ponte com "—And the Moon be Still as Bright" e com isso havendo um retorno ao começo.
Na edição de 1997 as datas avançaram em 31 anos (o período agora seria de 2030 a 2057), inclui o conto "The Fire Balloons" e substitui "Way in the Middle of the Air" por um conto de 1952 chamado "The Wilderness", datado de maio de 2034 (equivalente a maio de 2003 na primeira cronologia).

## Conteúdos

### Rocket Summer (janeiro 1999/2030)
Primeira publicação na revista Planet Stories, primavera de 1947.
Em janeiro de 1999 é lançado o primeiro foguete espacial para Marte. Na narrativa é descrito o inverno de Ohio que experimenta um rápido verão devido ao extremo calor emitido pela nave, além da reação dos cidadãos nos arredores.

### Ylla (fevereiro de 1999/2030)
Primeira publicação com o título de "I'll Not Look for Wine" na revista Maclean's, 1 de janeiro de 1950.
A história muda para Marte. Ylla, uma mulher marciana aprisionada em um casamento sem romance, sonha diariamente com a chegada dos astronautas. O marido fica ciumento, achando que sua mulher está tendo um romance com um astronauta e arma uma tocaia quando da chegada dos terrestres.

### The Summer Night (agosto de 1999/2030)
Primeira publicação com o título de "The Spring Night" em The Arkham Sampler, inverno de 1948.
Assim como Ylla, os marcianos entram em contato com os astronautas da segunda expedição e com a proximidade da nave eles adotam aspectos da cultura terrestre, como cantar canções americanas, sem ideia de onde viria essa inspiração.

### The Earth Men (agosto de 1999/2030)
Primeira publicação em Thrilling Wonder Stories, agosto de 1948.
É contada a história da segunda expedição à Marte. Os astronautas chegam e são estranhamente ignorados pelos habitantes. A única exceção é um grupo de marcianos que habitam uma estranha construção e recebem os astronautas com um desfile. O capitão do foguete percebe que esses moradores fizeram contatos telepáticos com os terrestres e outros alienígenas e devido a isso são tratados como loucos pelos demais. E o prédio em que moram é na verdade um manicômio.

### The Taxpayer (março de 2000/2031)
Primeira publicação em The Martian Chronicles.
Um homem exige ir no próximo foguete à Marte, argumentando ser um contribuinte de impostos e teme que a Terra venha a ser assolada por uma Guerra Nuclear.

### The Third Expedition (abril de 2000/2031)
Publicado pela primeira vez como "Mars is Heaven!" na revista Planet Stories, outono de 1948.
É narrada a terceira expedição à Marte. Os marcianos estão preparados para a chegada dos terrestres. Eles constroem o cenário de uma típica cidade dos anos de 1920, usando as memórias dos astronautas, a fim de enganá-los e matá-los. Na história original foi inserido um breve parágrafo sobre os avanços médicos que permitiram um retardo no envelhecimento e isso explica que homens do ano 2000 se lembrem dos anos de 1920.

### —And the Moon Be Still as Bright (junho de 2001/2032)
Primeira publicação em Thrilling Wonder Stories,junho de 1948.
Os homens da Quarta Expedição estão em Marte buscando lenha para queimar e se aquecerem do frio marciano. Os cientistas descobriram que todos os marcianos morreram de varicela/catapora. Os homens, exceto o arqueólogo Spender e o capitão Wilder, se mostram mudados, mais irritadiços. Eles deixam a nave e começam a explorar as ruínas.
- Em algumas edições, as duas histórias em que Jeff Spender aparece, foram fundidas em uma só.

### The Settlers (agosto de 2001/2032)
Spender volta à tripulação depois de fazer uma expedição. Ele traz uma arma e atira nos outros, dizendo ser o passado de Marte. O capitão Wilder interrompe o fogo com uma bandeira branca e pergunta ao arqueólogo o motivo de sua atitude. Spender responde que matar a tripulação fará com que a colonização de Marte se retarde alguns anos.
O capitão bate em Parkhill, outro tripulante, quando esse desrespeita os restos marcianos e atira em alguns vidros usando-os como “tiro ao alvo”. Muitos dos tripulantes da Quarta Expedição — Parkhill, Capitão Wilder e Hathaway — reaparecerão em outras histórias. Essa foi a primeira história com o tema central do livro: Ao traçar um paralelo com a Colonização Americana, Bradbury, assim como Spender, passa a mensagem de que alguns tipos de colonização são certos e outros errados. Ao tentar recriar a Terra se faz do jeito errado, enquanto respeitar as antigas civilizações que foram substituídas, é o certo.

### The Green Morning (dezembro de 2001/2032)
Primeira publicação em The Martian Chronicles.
Esse e os próximos contos descrevem a transformação de Marte em outra Terra. Pequenos vilarejos começam a crescer. Benjamin Driscoll quer plantar milhares de árvores nas planícies vermelhas para aumentar o oxigênio.

### The Locusts (fevereiro de 2002/2033)
Primeira publicação em The Martian Chronicles.
Uma curta história que fala sobre a rápida colonização de Marte, com a chegada de vários foguetes ao planeta.

### Night Meeting (agosto 2002/2033)
Primeira publicação em The Martian Chronicles.
Essa história começa com uma conversa entre um homem velho e um jovem viajante, Tomas Gomez. Depois, Tomas encontra um marciano chamado Muhe Ca. Cada um vê a paisagem do jeito que se acostumaram: onde Tomas vê ruinas, o marciano avista cidades habitadas. E a outra pessoa parece transparente, como um fantasma. Para Bradbury, o ponto a ser ressaltado é a de que toda civilização é passageira.
Essa é a única história de The Martian Chronicles que não apareceu de forma completa em publicações prévias.

### The Fire Balloons (novembro de 2002/2033)
Primeira publicação com o título de "…In This Sign" na revista Imagination,abril de 1951.
Uma expedição de padres missionários vai à Marte e encontra criaturas flamejantes azuis em esferas de cristais.
A história apareceu em The Silver Locusts, nome da edição britânica de The Martian Chronicles, da edição de 1974 da The Heritage Press. A história aparece em The Illustrated Man.

### The Shore (outubro de 2002/2033)
A história descreve a segunda onda colonizatória: a primeira, tinha sido formada de solitários e pioneiros. A segunda, de americanos vindo dos cortiços de Nova Iorque.

### Interim (fevereiro de 2003/2034)
Primeira publicação em Weird Tales, julho de 1947.
A história descreve a construção de uma cidade marciana por colonizadores e como eles a fizeram parecer uma cidade do Meio-Oeste Americano. Começaram a dizer que a cidade tinha sido trazido da Terra para Marte por um tornado.

### The Musicians (abril de 2003/2034)
Primeira publicação em The Martian Chronicles.
São contadas várias aventuras de meninos nas ruínas marcianas. Eles entram dentro das casas vazias e brincam como faziam na Terra. Enquanto isso os “bombeiros” limpam as ruínas, ameaçando acabarem com o local das brincadeiras.

### The Wilderness (maio de 2003/2034)
Primeira publicação em The Magazine of Fantasy and Science Fiction, novembro de 1952.
Duas mulheres, Janice Smith e Leonora Holmes, preparam-se para deixar a Terra num foguete para Marte, para se encontrarem com maridos ou amantes que esperam por elas. Janice compara sua situação com a das mulheres dos pioneiros americanos da fronteira no século XIX.
A história aparece apenas na edição de 1974 de The Martian Chronicles, publicada por The Heritage Press e na edição de 1997 de The Martian Chronicles. No formato original, a história foi datada de 2003, consistente com as demais. Como apareceu em 1997, a data (bem como a das outras) foi adiantada 31 anos, ou seja, maio de 2034.

### Way in the Middle of the Air (junho de 2003/2034)
Primeira publicação em Other Worlds, julho de 1950.
Em uma cidade sem nome do Sudeste, um grupo de homens brancos descobre que todos os afro-americanos estão planejando emigrar para Marte. Samuel Teece, um obviamente racista homem branco se interpõe à passagem de uma grande massa de gente e tenta impedir que um jovem negro (chamado "Silly") parta, mostrando um contrato de trabalho (assinado com um "X" pois Silly não sabia escrever).
Silly pergunta para Teece, "what will you do nights now, Mr. Teece?" (“O que será das suas noites agora, senhor Teece?”) referindo-se às "visitas" noturnas aos lar dos negros, com destruição e linchamento de membros daquela comunidade.
A história é uma amostra do preconceito racial nos Estados Unidos. Contudo, ela foi eliminada das republicações a partir de 2006 por William Morrow/Harper Collins de The Martian Chronicles

### The Naming of Names (2004-05/2035-36)
Primeira publicação em The Martian Chronicles. Não deve ser confundida com a história curta "The Naming of Names", publicada pela primeira vez em Thrilling Wonder Stories, agosto de 1949, mais tarde republicada como "Dark They Were, and Golden-eyed".
A história é sobre uma onda tardia de imigrantes para Marte, e mostra a geografia do planeta batizada com nome das pessoas das primeiras quatro expedições (Colina Spender, Floresta Driscoll).

### Usher II (abril de 2005/2036)
Primeira publicação como Carnival of Madness em Thrilling Wonder Stories, abril de 1950.
"Usher II" alude ao medo da censura por parte de Bradbury e de outros escritores. Um perito literário chamado William Stendhal retira-se para Marte e constrói uma “Casa Assombrada”, com criaturas mecânicas, ruídos assombrados e aplicação de muitos venenos que matam qualquer ser vivo que passe ao redor da casa. Quando monitores da Moral Climate vem para uma vistoria, ele prepara o assassinato de cada um de modo a que se pareçam com passagens de livros clássicos de terror. Culmina com a morte do Inspetor Garrett de forma que lembra o conto de Edgar Allan Poe chamado "O Barril de Amontillado". Quando todos são mortos, a casa mergulha no lago, como acontece em "A queda da casa de Usher", outro conto de Poe.
Bradbury conta eventos do passado da Terra, que teria acontecido em 1975 – 30 antes dos eventos de "Usher II". O governo teria patrocinado uma grande queima de livros, seguida do surgimento de uma sociedade subterrânea de cidadãos que guardam livros, cujas posses foram consideradas ilegais. Os exemplares que são encontrados, são queimados e rasgados pelos bombeiros (que aqui seriam os que provocam incêndios e não os que os combatem). Marte aparentemente emergira como um refúgio contra as leis fascistas dos censores da Terra, até a chegada da organização governamental conhecida apenas como "Moral Climates", que tinha como um de seus departamentos o dos "Queimadores". Essa ideologia da censura é uma clara referência à situação da Terra descrita em Fahrenheit 451, o que sugere que os dois contos ocorrem no mesmo universo ficcional.

### The Old Ones (agosto de 2005/2036)
Primeira publicação em The Martian Chronicles.
A história mostra que Marte se tornou um lugar hospitaleiro e agradável, que motiva a migração de idosos.

### The Martian (setembro de 2005/2036)
Primeira publicação em Super Science Stories, novembro de 1949.
LaFarge e sua esposa Anna tentam uma nova vida, mas eles ainda sentem a falta do filho morto Tom. À noite, durante uma tempestade, uma figura é vista do lado de fora da casa. LaFarge acha que de alguma maneira a figura é Tom e passa a deixar a porta destrancada. Depois LaFarge descobre que “Tom” é um marciano com os sentidos empáticos ampliados e isso faz com que ele se pareça com Tom. Depois, LaFarge ouve que os Spaulding acharam a filha perdida Lavínia. Quando retornam ao lar, reencontram “Tom”, agora com a aparência de Lavínia.

### The Luggage Store (novembro de 2005/2036)
Primeira publicação em The Martian Chronicles.
A história de Marte e seus habitantes é contada numa discussão entre um padre e um lojista. A guerra nuclear é iminente na Terra e o padre acredita que a maioria dos colonos retornarão para ajudarem os conterrâneos.

### The Off Season (novembro de 2005/2036)
Primeira publicação em Thrilling Wonder Stories, dezembro de 1948.
Em Marte, o membro da Quarta Expedição Parkhill tinha aberto um negócio de venda de cachorro-quente, quando vê um marciano caminhando. Em pânico, Parkhill o mata. Subitamente, numerosos marcianos aparecem em navios de areia. Parkhill pega sua esposa em seu próprio navio e foge. Mas os marcianos o alcançam e lhe entregam uma mensagem: ele agora é dono de metade de Marte. Nesse momento se sabe que começou a guerra nuclear na Terra.

### The Watchers (novembro de 2005/2036)
Primeira publicação em The Martian Chronicles.
Um colonizador testemunha a Guerra Nuclear na Terra, de Marte. Ele imediatamente retorna para socorrer seus amigos e familiares.

### The Silent Towns (dezembro de 2005/2036)
Primeira publicação em Charm, março de 1949.
Todos deixam Marte e vão para a Terra, exceto Walter Gripp — um mineiro solteiro que vivia nas montanhas e não ficara sabendo da partida. Ao encontrar as cidades vazias, ele se diverte com dinheiro, comida, roupas e cinema. Começa a sentir falta de uma companhia humana. Uma noite ele ouve um telefone a tocar em uma casa. E percebe que não é a única pessoa ainda viva em Marte. Então ele começa a procurar essa outra pessoa, discando para todos os nomes de uma lista telefônica.

### The Long Years (abril de 2026/2057)
Primeira publicação como "Dwellers in Silence" em Maclean's, 15 de setembro de 1948.
Hathaway (o médico da Quarta Expedição) está aposentado e continua em Marte com sua família, mesmo depois que todos partiram. Hathaway é um grande mecânico, que ligou sua casa com fios pelos quais ele retransmitia sons e barulhos de telefones tocando. Uma noite, ele vê um foguete em órbita e incendeia a velha cidade para sinalizar para a nave.
O Capitão Wilder (que também pertencera à Quarta Expedição) retorna finalmente para Marte depois de vinte anos explorando o Sistema Solar. A nave aterriza e Wilder se junta a Hathaway, que está com problemas cardíacos. Hathaway traz a tripulação para um café em sua casa. Wilder repara que a esposa de Hathaway está com a mesma aparência de vinte anos atrás. O mesmo acontece quando conhecem os filhos do antigo tripulante.

### There Will Come Soft Rains (4 de agosto de 2026/2057)
Primeira publicação em Collier's, 6 de maio de 1950.
A história se passa em Allendale, Califórnia, após a Guerra Nuclear ter dizimado a população. Com a família morta, a casa automática continua com suas funções como se os moradores continuassem ali. Os leitores ficam sabendo de como era a vida da família antes de desaparecerem. Na casa estão silhuetas dos moradores da casa que foram queimados (assim como aconteceu com Hiroshima, com os habitantes vaporizados pela explosão nuclear).
O título da história é o mesmo de um poema, escolhido aleatoriamente e também denominado "There Will Come Soft Rains". O tema do poema é que a natureza sobreviverá após a partida da humanidade, refletido também na história. Na publicação original em Collier's, a história se passa 35 anos no futuro, ou seja, 28 de abril de 1985.

### The Million-Year Picnic (outubro de 2026/2057)
Primeira publicação em Planet Stories, verão de 1946.
Uma família salva um foguete que seria usado pelo governo na Guerra Nuclear. Eles deixam a Terra e vão para Marte. Mais tarde, outra família chegaria em Marte, e ambas as famílias começariam uma nova civilização ali, se tornando os "novos marcianos".

## Adições a "Martian Chronicles"
De acordo com a biografia autorizada de Bradbury escrita por Sam Weller, quatro capítulos foram retirados do manuscrito antes da publicação e permanecem inéditos: "They All Had Grandfathers", "The Disease", "The Fathers" e "The Wheel".
Uma nova edição de The Martian Chronicles publicada pela Hill House (2005) apresenta várias histórias adicionais de Bradbury sobre os marcianos:
- The Love Affair (The Love Affair, Lord John Press 1982, escrita por volta de 1948)
- The Visitor (Startling Stories, novembro de 1948)
- Night Call, Collect (Super Science Stories, abril de 1949)
- The Lonely Ones (Startling Stories, julho de 1949)
- Dark They Were, and Golden Eyed (Thrilling Wonder Stories, agosto de 1949)
  - The One Who Waits (The Arkham Sampler, verão de 1949)
- The Exiles (The Magazine of Fantasy and Science Fiction, Inverno/Primavera de 1950)
- The Blue Bottle (Planet Stories, 1950)
- The Other Foot (New Story, março de 1951)
- The Strawberry Window (Star Science Fiction Stories #3, ed. Frederik Pohl, Ballantine, 1954)
- Holiday (Playboy, dezembro de 1963)
- The Lost City of Mars (Playboy, janeiro de 1967, republicada em I Sing the Body Electric)
- The Messiah (Welcome Aboard, primavera de 1971)

## Adaptações

### Rádio
The Martian Chronicles foi adaptada para o rádio na série de ficção científica Dimension X. A versão truncada possui elementos dos contos "Rocket Summer", "Ylla", "–and the Moon be Still as Bright", "The Settlers", "The Locusts", "The Shore", "The Off Season", "There Will Come Soft Rains" e "The Million-Year Picnic".
"—and the Moon be Still as Bright" e "There Will Come Soft Rains" também foram adaptadas em episódios separados da mesma série. A curta história "Mars Is Heaven" e "Dwellers in Silence" também figuraram em episódios de Dimension X.

### Mini-série de Televisão
Em 1979 a NBC encomendou três episódios para uma minissérie, a serem produzidos em parceria com a BBC, cuja duração total seria de quatro horas. A adaptação foi escrita por Richard Matheson e houve a direção de Michael Anderson. A série foi estrelada por Rock Hudson como "Wilder", com Darren McGavin como “Parkhill”, Bernadette Peters como 'Genevieve Selsor', Bernie Casey como “Jeff Spender”, Roddy McDowall como o “Pai da Pedra”, Barry Morse como “Hathaway” e Fritz Weaver. Bradbury achou a série "bem chata".

### Historia em quadrinhos
Adaptação oficial por Dennis Calero com introdução do próprio Ray Bradbury. Graphic novel lançada pela editora Hill and Wang em 19 de julho de 2011. No Brasil foi lançada pela Globo Livros.